# Pietro Torri
Pietro Torri (Peschiera del Garda, Itàlia, 1650 - Múnic, Alemanya, 6 de juliol de 1737) fou un compositor italià.
Deixeble de Steffani, el 1689 fou nomenat organista de cambra a Múnic i el 1696 mestre de capella dels ducs de Hannover. Després de desenvolupar un càrrec a la cort de Bayreuth, el 1703 assolí el nomenament de director de la música de cambra de Múnic i el 1715 el de mestre de capella i conseller del príncep elector Maximilià II de Baviera, al que seguí en el seu desterrament després de la Batalla de Höchstädt. Finalment, el 1732 ocupà la plaça de mestre de capella de la cort de Múnic.
El seu estil és força influenciat per la música francesa i la tradició veneciana. A banda d'un considerable nombre d'òperes d'escàs valor i d'algunes obres religioses, deixà molts duos instrumentals molt apreciats.